# Église Saint-Ouen de Longpaon
Pour les articles homonymes, voir Église Saint-Ouen.
L’église Saint-Ouen de Longpaon est une église paroissiale située dans le quartier du même nom de la ville de Darnétal, dans l’agglomération de Rouen (Normandie). Elle a été construite à la fin du XVe siècle, puis agrandie au XIXe siècle. Restaurée dans la deuxième moitié du XIXe siècle par des architectes rouennais, elle comprend trois vaisseaux qui se terminent par un chevet à trois longs pans coupés et d'une flèche carrée.
L'église est inscrite au titre des monuments historiques depuis 1992.

## Description
Elle est d'abord une chapelle, construite au Xe siècle. La structure actuelle de l'église Saint-Ouen de Longpaon date du début du XVIe siècle. C'est une église-halle avec un triple vaisseau et autant de chapelles que de travées. 

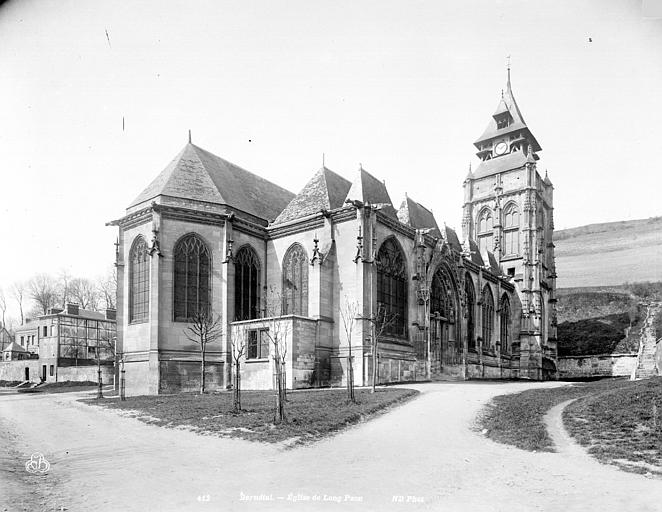
Vue nord-est de l'église

Elle doit son nom au « miracle de la châsse » qui se produisit le 1er février 918, au gué de Longpaon (nom du quartier Nord de Darnétal), lors du rapatriement des reliques de saint Ouen de Rouen, alors évêque.
L'église abrite un grand orgue du XVIIe siècle, des vitraux fin XVIe siècle, ainsi qu'une pierre tombale datant du 1er avril 1580.
L'affectataire de l'église est la paroisse Sainte Marie-Madeleine de Darnétal - Val d'Aubette.

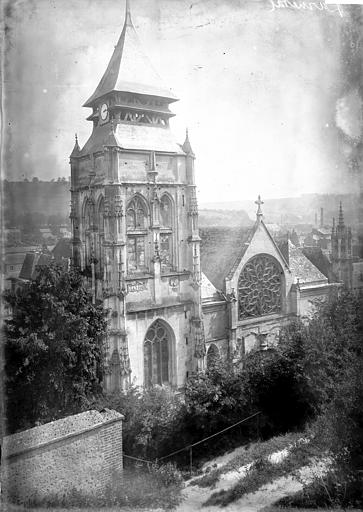
Le clocher de l'église

Sur le clocher, sur la face Nord-Est, est visible un rébus, écrit de deux façons différentes. La première syllabe « lom » (long), associée à un paon.

## Histoire
Elle est d'abord une chapelle, déjà connue durant l'antique Neustrie sous le nom de Longum Pedanum.

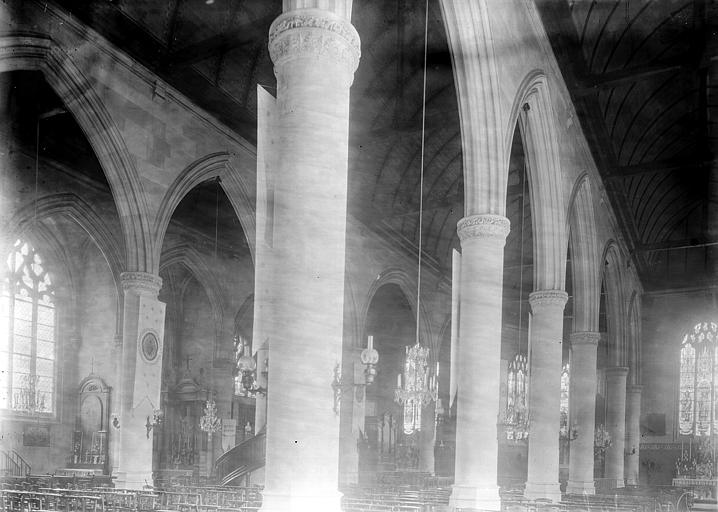
Intérieur de la nef

Vers le début du XXe siècle, il existait une rivalité entre les deux paroisses, Longpaon et Carville. Un dicton, dont on aurait oublié l'origine, disait : « Longpaon terre maudite, Carville terre bénite ». 
D’anciennes chroniques, rédigées par des moines, rapportent que Rollon vint chercher, dans la chapelle qui existait alors, les reliques de Saint Ouen, après que le roi Charles III le Simple eut cédé le duché de Normandie aux Vikings par le traité de Saint-Clair-sur-Epte en 911.
Il est relaté que les moines ne purent soulever la châsse contenant les restes de l’ancien évêque de Rouen, mais que Rollon y parvint. Par un geste de générosité, il aurait ensuite offert aux moines de Saint-Ouen les terres séparant ce lieu des murs de l’abbaye Saint-Ouen de Rouen.
Selon l’écrivain Francis Yard, une légende raconte que l’abbaye Saint-Ouen souhaitait depuis longtemps récupérer la châsse contenant les reliques de Saint Ouen, mises à l’abri lors de l’invasion des Normands. Grâce à Rollon, duc de Normandie, une longue procession s’organisa. Arrivée à Darnétal, près du Robec, elle fit halte, mais la châsse semblait fixée au sol, telle une roche. Le duc fut appelé, s’agenouilla et s’écria:
« Ô Monseigneur Saint-Ouen, permettez, je vous en prie, que l’on transporte à Rouen vos précieuses reliques. J’ai fait rebâtir votre grande église. Je vous donne toutes les terres le long du chemin, depuis ce lieu jusqu’aux murs de la ville. Revenez parmi votre peuple, je vous en supplie, Monseigneur Saint-Ouen. »
La châsse put alors être soulevée. En mémoire de ce miracle, une chapelle fut construite à cet emplacement, nommée Longpaon, c’est-à-dire « longues louanges »,.
Suivant la croissance rapide du nombre de fidèles, elle devient de dimension insuffisante, ce qui amène à la construction d'une église à la fin du XVe siècle, en détruisant totalement l'ancienne bâtisse. Cette croissance démographique est due au succès économique de Darnétal, réputé alors pour ses draps et ses teintures.
En 1562, l'édifice est incendié et partiellement détruit pendant les guerres de Religion, ce qui amène à plusieurs campagnes de restaurations et d'agrandissement, notamment en 1850, par Louis-François Desmarest, qui rallonge le chœur, remanie la nef, reconstruit la charpente, le couvrement puis rajoute deux sacristies orientales.
En 1646, un orgue de tribune à buffet est installé ; l'instrument est reconstruit en 1913 et a bénéficié d'une restauration en 1967.
En 1835, Alexandre Lesguilliez raconte que l'église Saint-Pierre de Carville a toujours eu la suprématie sur celle de Saint-Ouen de Longpaon.
En 1848, un orgue de chœur a été construit.
Jacques-Eugène Barthélémy participe à la restauration de l'église, puis de 1894 à 1895, Lucien Lefort procède à la restauration des porches Nord et Sud et du clocher, avec l'aide du sculpteur rouennais Edmond Bonet.
En 1930 a été baptisé en cette église le serviteur de Dieu Père Jacques Hamel, qui fut martyre de deux terroristes islamistes lors de l'attentat de l'église de Saint-Étienne-du-Rouvray en 2016. Les fonts baptismaux sont depuis ornés en sa mémoire.
En juillet 1936, deux cloches ont été bénies, sous les noms de Lucienne-René-Marie-Germaine et Georgette-Jeanne-Madeleine-Marie.
En mars 2024, après plus de vingt ans de silence dû à des défaillances techniques et à la fragilité du clocher, les deux cloches de l'église de Longpaon ont été restaurées et remises en fonctionnement. L'usure des équipements, datant des années 1930, et une panne survenue au début des années 2000 avaient rendu les cloches inopérantes. La charpente du clocher, jugée trop fragile, ne pouvait supporter les vibrations des tintements traditionnels.
Pour préserver l'édifice, la technique de l'électro-tintement a été adoptée. Ce procédé moderne utilise des marteaux électriques qui frappent les cloches sans les faire osciller, évitant ainsi des dommages structurels. Les travaux, réalisés par l'entreprise Bodet-Campanaire, basée à Trémentines (Maine-et-Loire), ont inclus la révision des jougs et des battants, ainsi que l'installation d'un nouveau système électrique. Un tableau de commande permet désormais une activation programmée ou manuelle des cloches.
Le financement de l'opération, d'un coût d'environ 30 000 euros, a été assuré par la municipalité de Darnétal, la Fondation du Patrimoine et une campagne de financement participatif ayant mobilisé la communauté locale. Annoncée par le maire Christian Lecerf lors d'un conseil municipal, la réinauguration des cloches a eu lieu le 17 mars 2024. Des essais techniques ont été effectués le 14 mars, suivis d'une cérémonie après la messe de 10h30, en présence d'élus, de sacristains et du prêtre Adrien Kanengele de la paroisse Sainte-Marie-Madeleine de Darnétal – Val d’Aubette.
Les cloches sonnent désormais trois fois par jour pour l'Angelus (8h, 12h, 19h, environ deux minutes chacune) et lors des offices religieux, tels que les messes, baptêmes, mariages ou inhumations. Elles marquent également des événements civils spécifiques, comme des alertes en cas de péril grave, sur demande de l'État ou selon un arrêté municipal, en conformité avec la loi de 1905 sur la séparation des Églises et de l'État.
Cet événement, salué comme une renaissance du patrimoine sonore de Longpaon, rétablit un repère culturel et spirituel pour les habitants. Il respecte les contraintes légales tout en préservant l'intégrité de l'édifice,,.
Cinq vitraux ont été réalisés sur des cartons du peintre Georges Mirianon : La Crucifixion (maître-autel), La Vierge accompagnée des anges musiciens (autel de la Vierge), Saint Ouen et Le Baptême (bas-côté sud), Le Concile Vatican II (bas-côté nord).
Par un arrêté du 26 juin 1992, l'église, y compris le mur de soutènement situé à l'ouest de l'édifice, est inscrite au titre des monuments historiques.

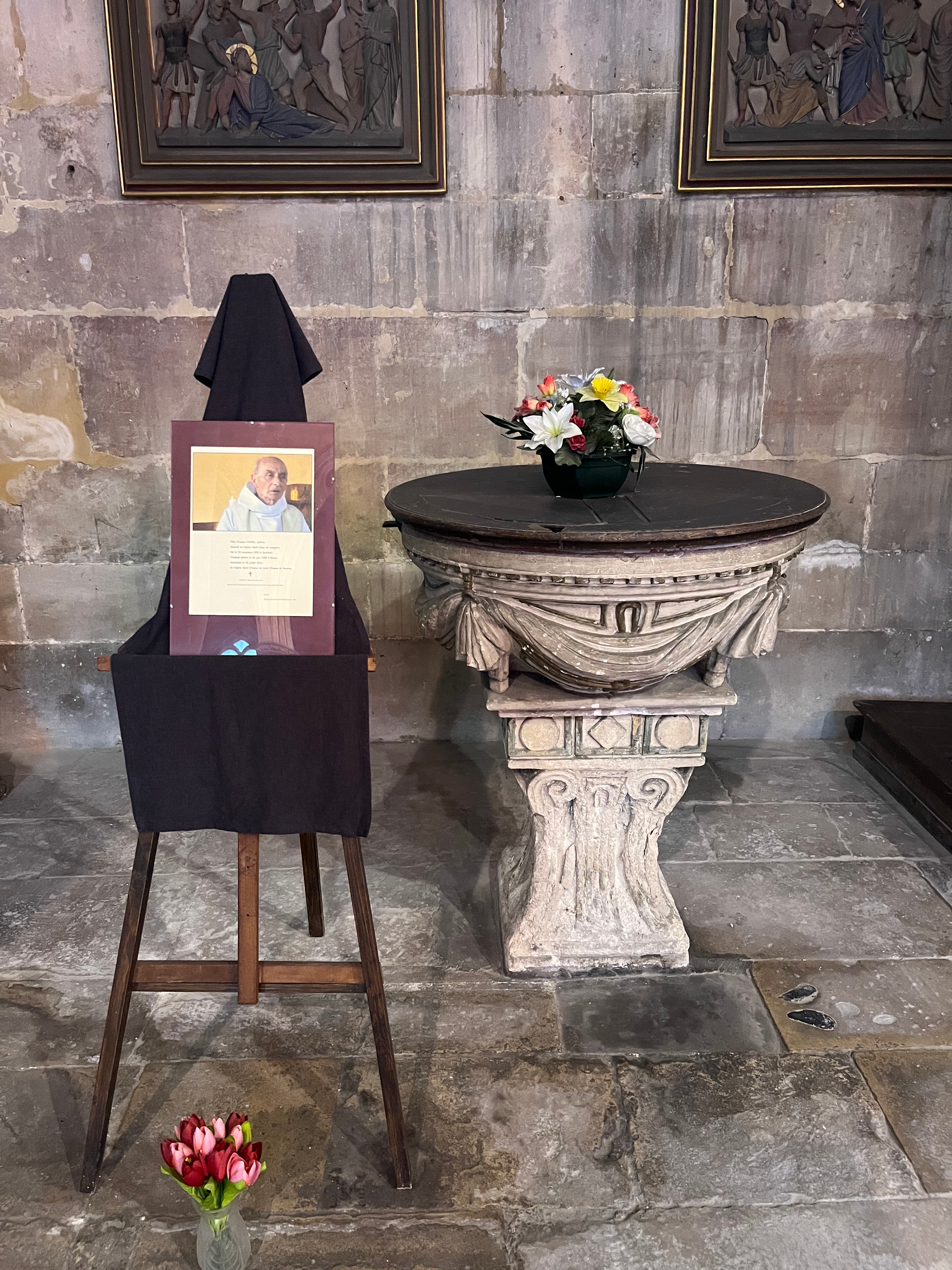
Fonts baptismaux et mémorial du Père Jacques Hamel
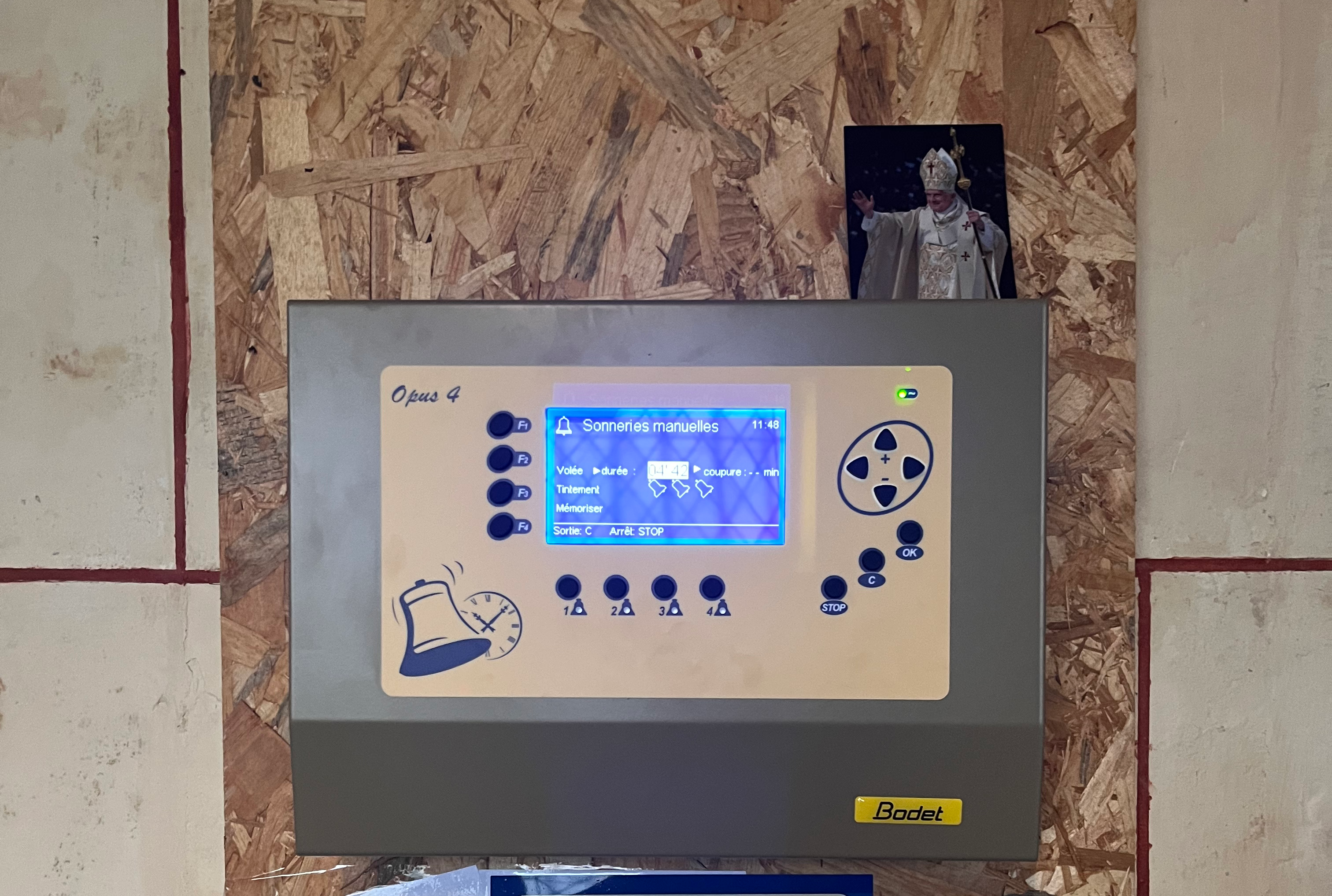
Système d'électro-tintement
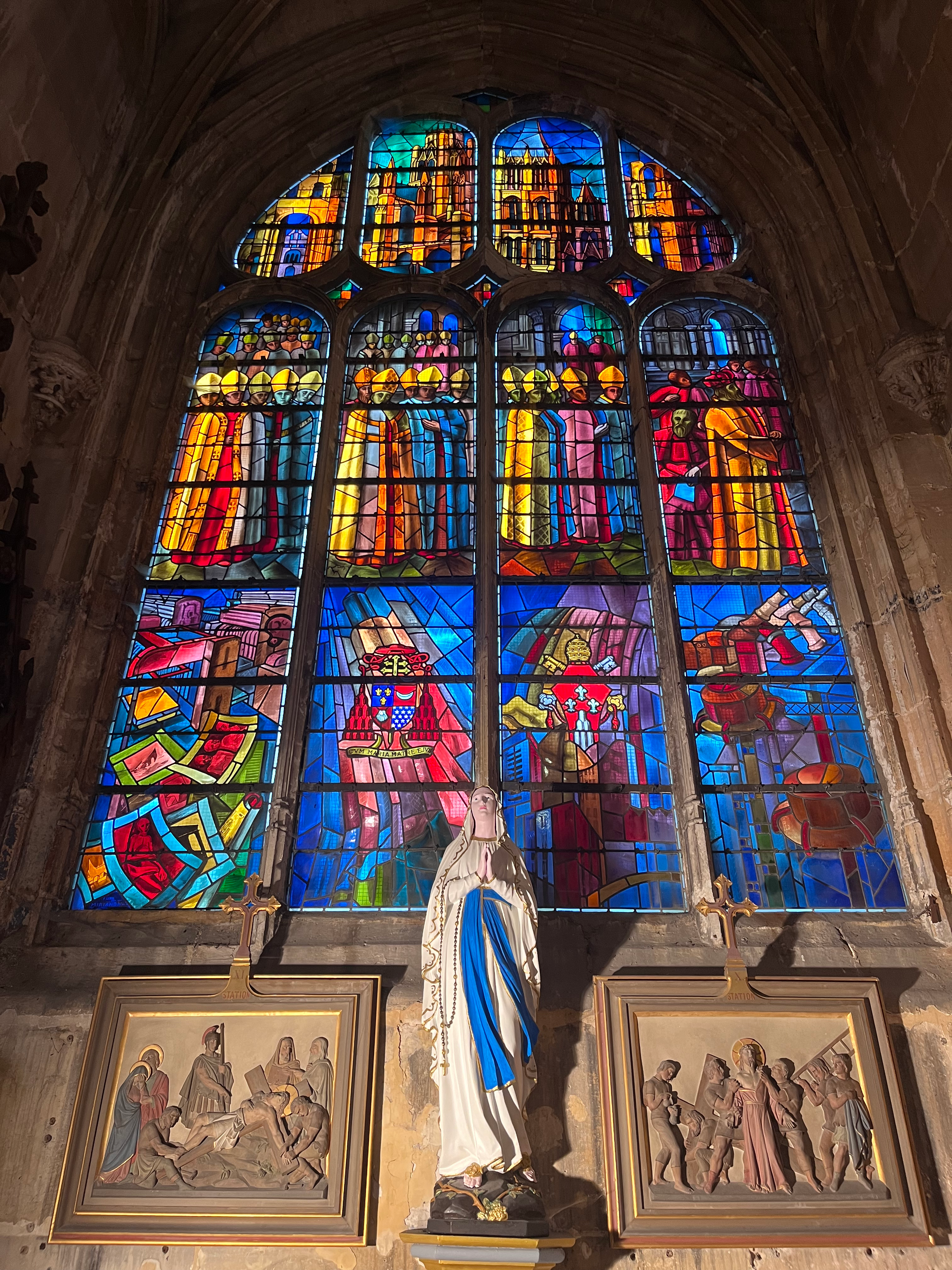
Vitrail Concile Vatican II
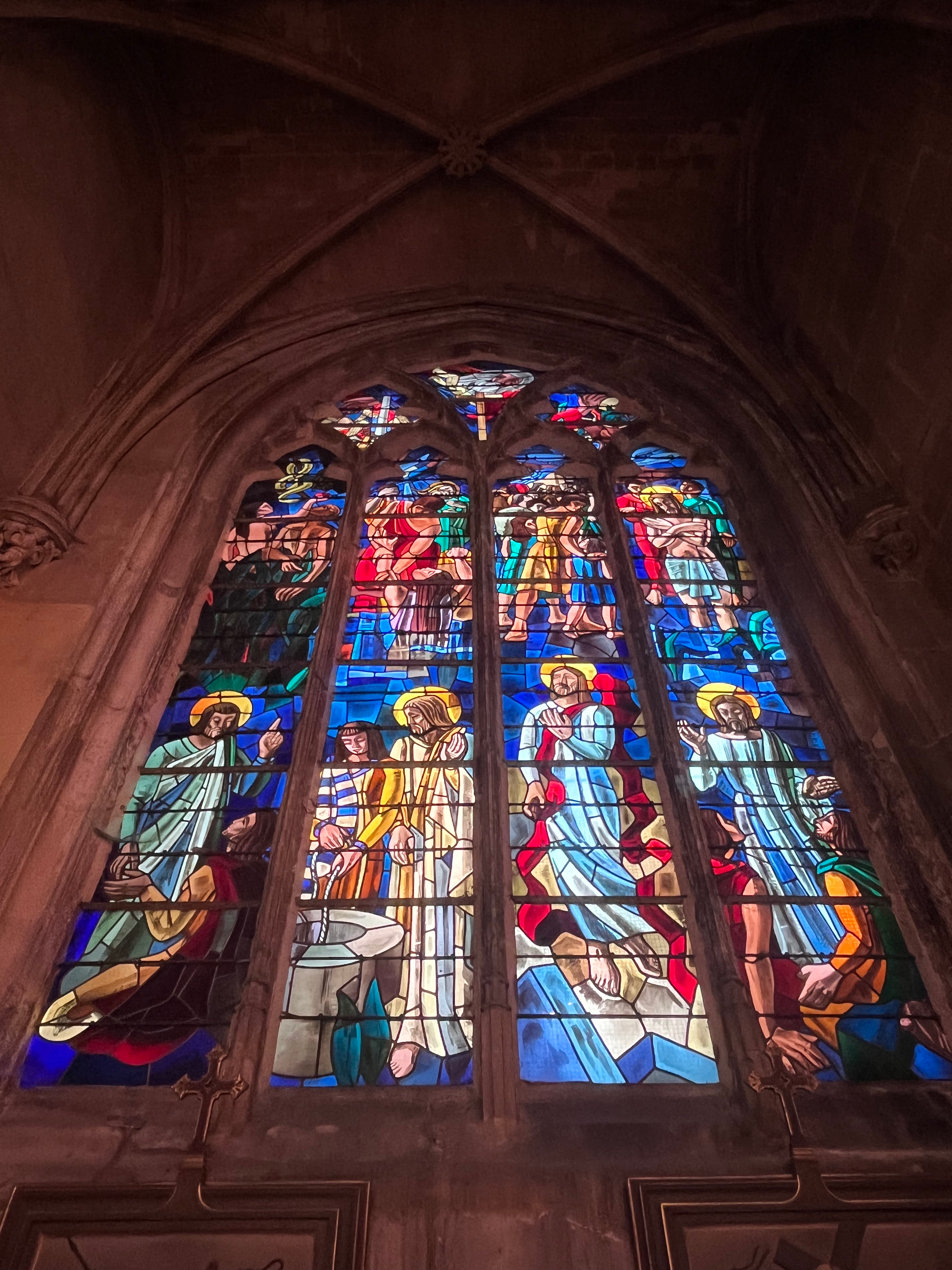
Vitrail de l'Église
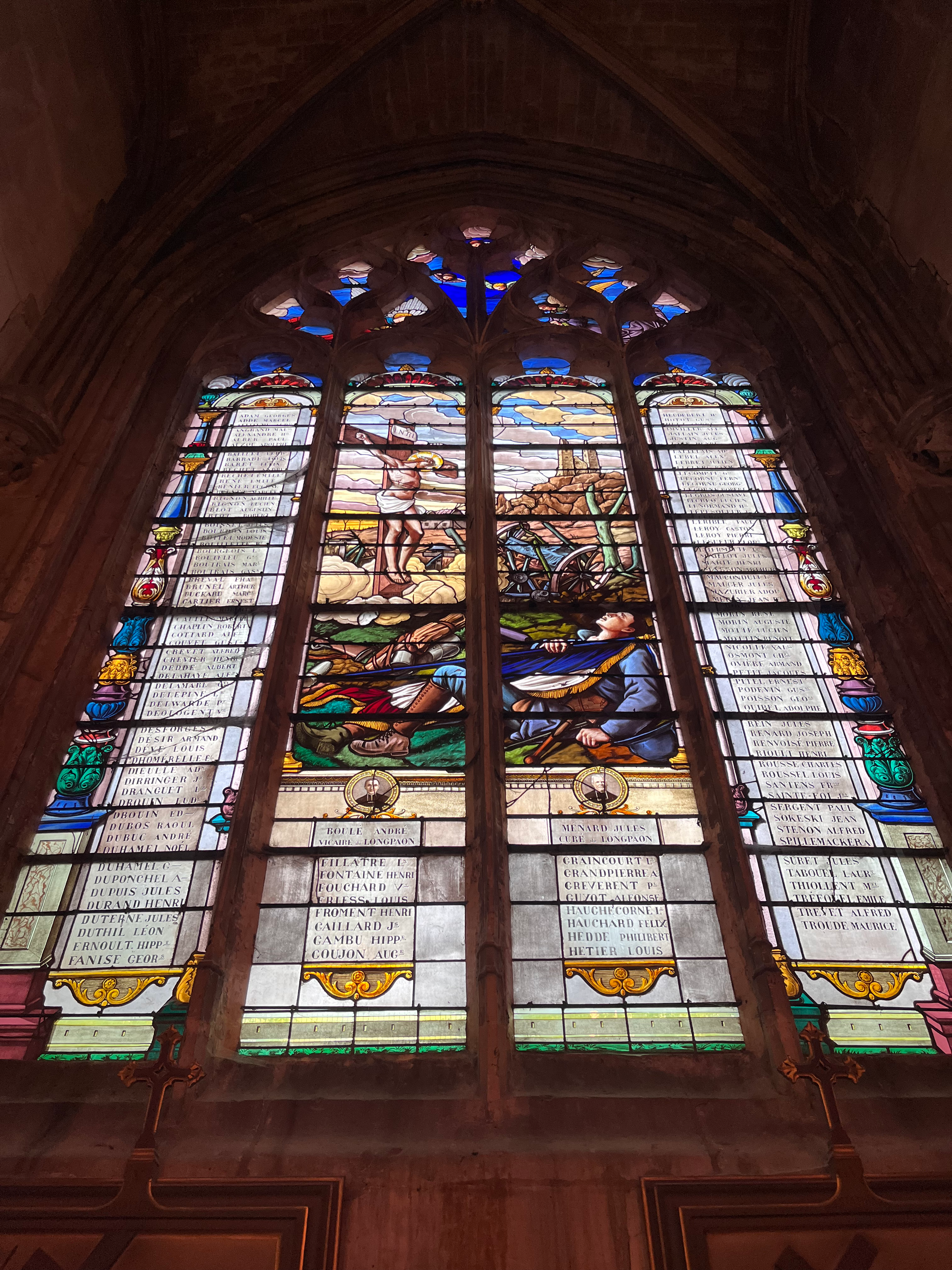
Vitrail de commémoration des morts de la Première Guerre mondiale
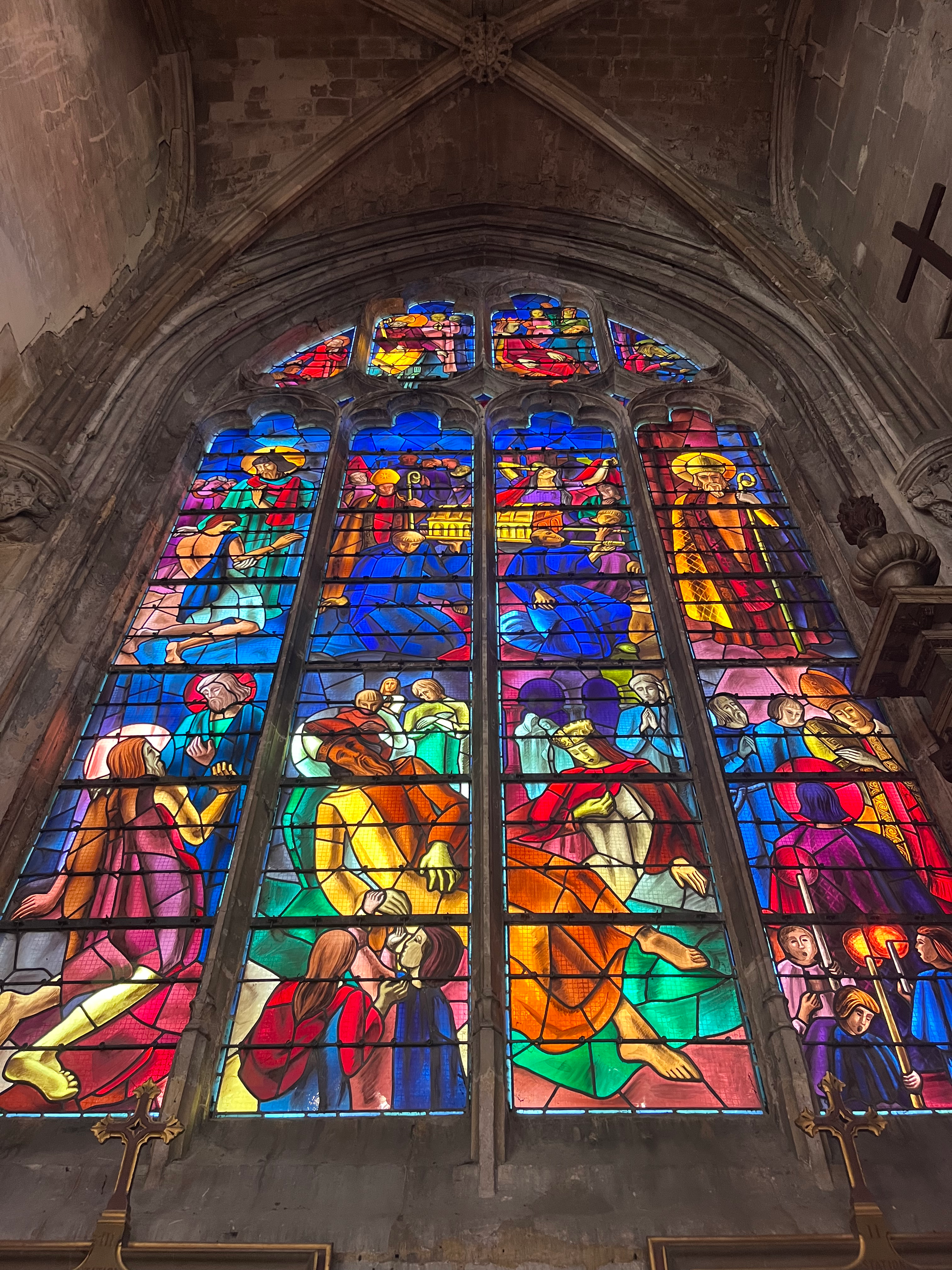
Vitrail illustrant la légende de Saint-Ouen

## Description architecturale
Cette église-halle, de style gothique, reprend un schéma identique à certaines églises de Rouen.